# Bruno Taut
Bruno Julius Florian Taut (ur. 4 maja 1880 w Królewcu zm. 24 grudnia 1938 w Stambule) – niemiecki architekt i urbanista modernistyczny, znany przede wszystkim jako autor osiedli Berlin-Britz (tzw. Osiedle Podkowa), Berlin-Zehlendorf (Chata wuja Toma) oraz Szklanego Pawilonu (Der Glashaus-Pavillon) na wystawę kolońskiego Werkbundu.

## Życiorys

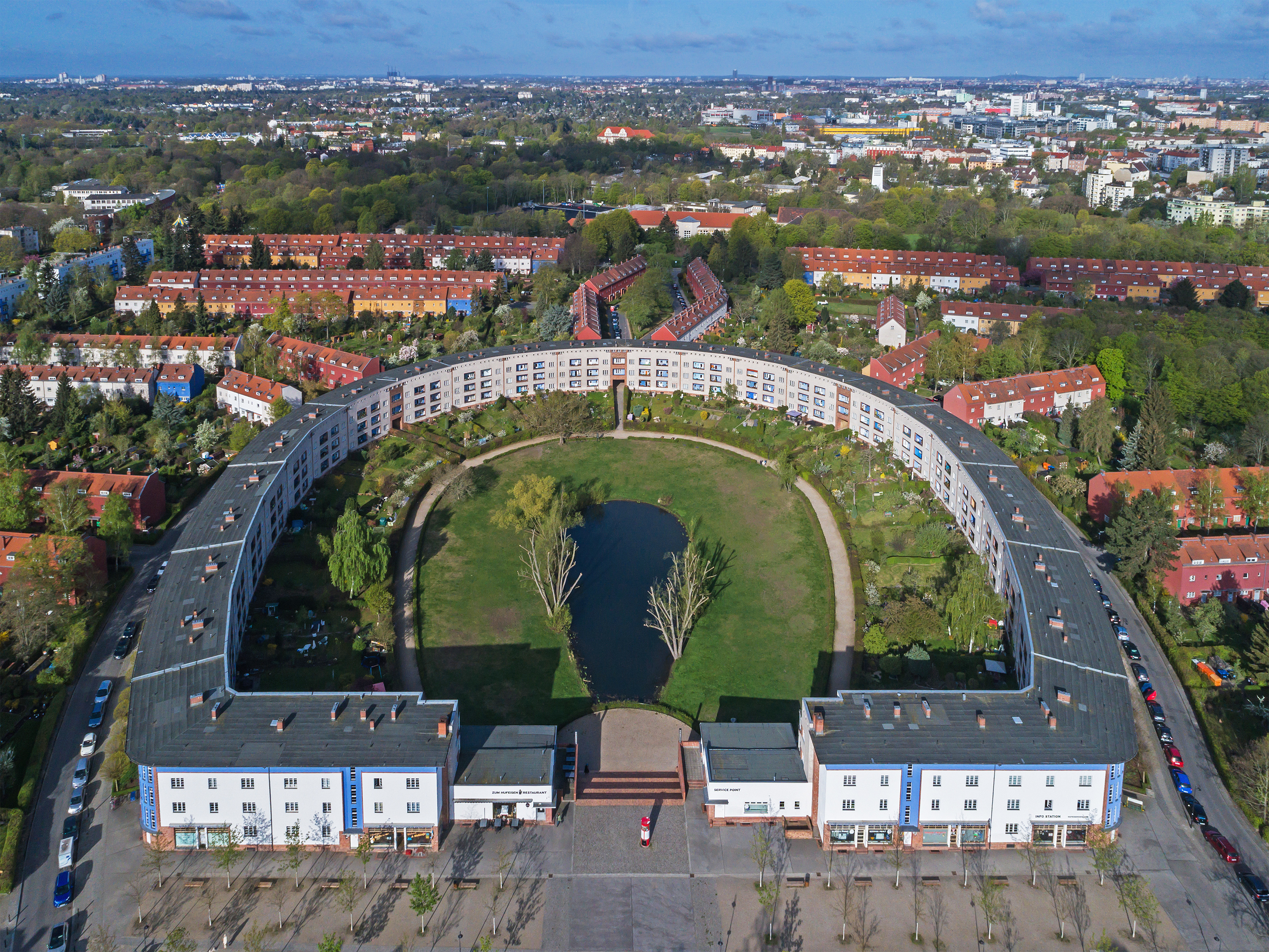
B. Taut: Osiedle Podkowa w Berlinie-Britzu

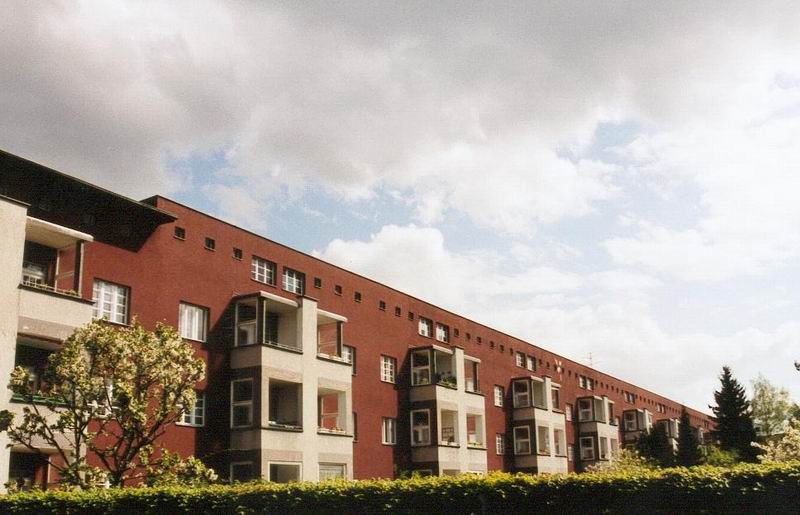
B. Taut: Osiedle Podkowa w Berlinie-Britzu

Bruno Taut zmarł 24 grudnia 1938 roku w wieku 58 lat. Został pochowany na cmentarzu w Edirnekapı Şehitliği jako pierwszy i jedyny niemuzułmanin.

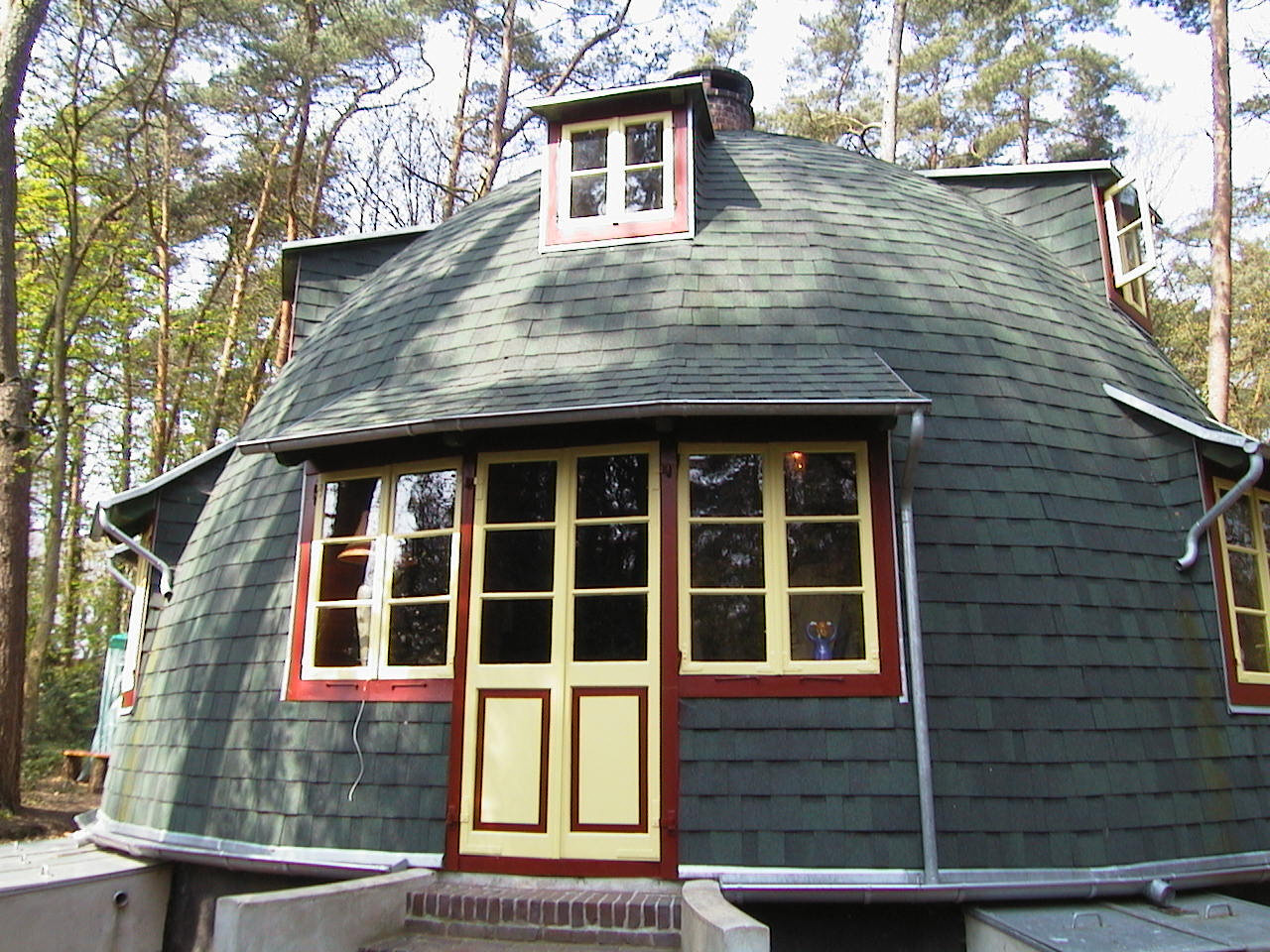
B. Taut: Dom jednorodzinny w Worpswede

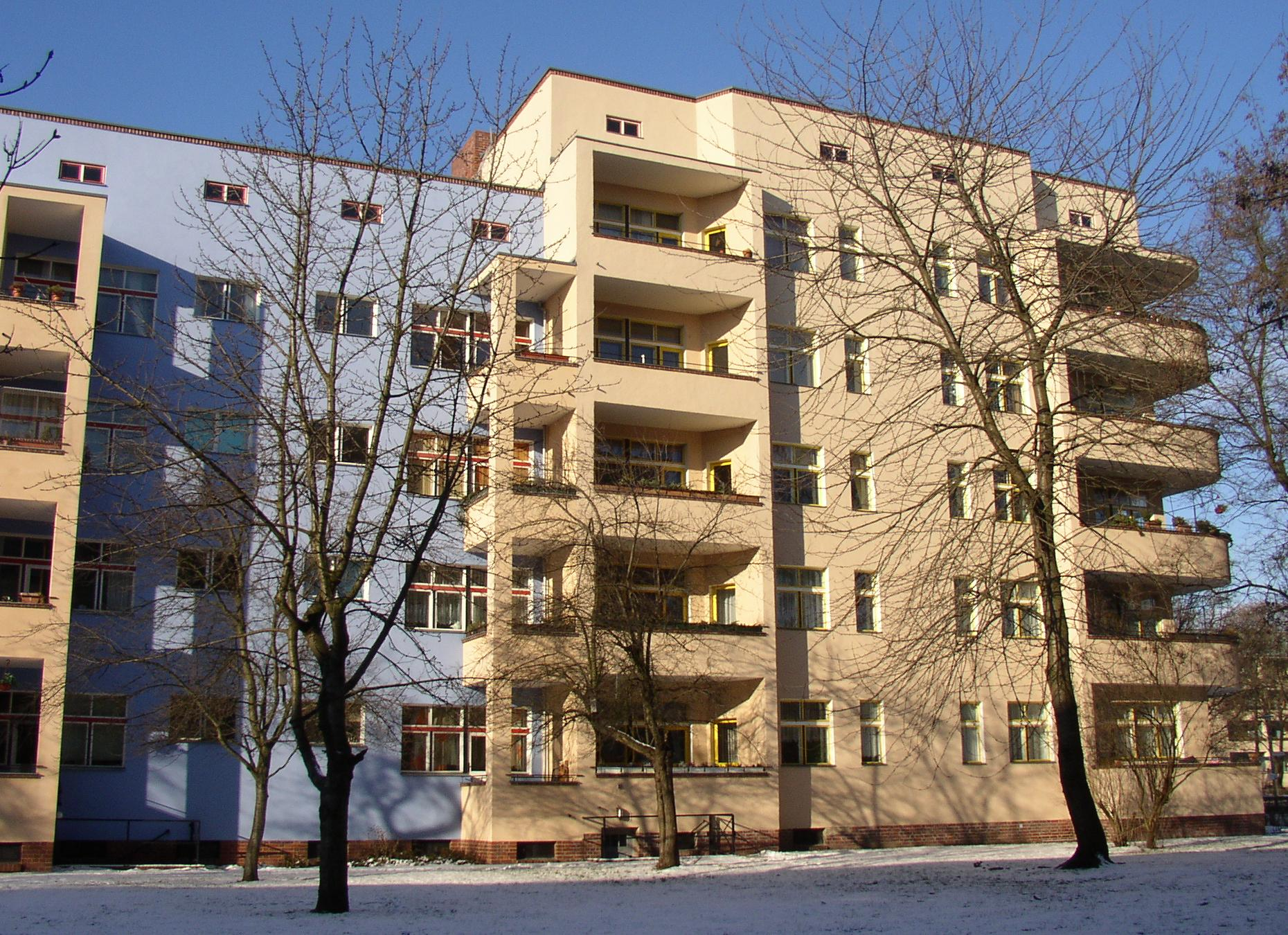
Osiedle im. Carla Legiena

Studia architektoniczne w Królewcu ukończył w 1902. Następnie współpracował z Brunonem Möhringiem, a od 1904 z Theodorem Fischerem. Jego pierwszym, w pełni samodzielnym zleceniem była renowacja kościoła w Unterriexingen – niewielkiej wsi na południu Niemiec. W 1908 powrócił do Berlina, gdzie rozpoczął studia z historii sztuki i budownictwa na Politechnice w Charlottenburgu. Od 1909 wraz z Franzem Hoffmannem prowadził w Berlinie własne biuro architektoniczne. W początku lat 20. stał się główną postacią ruchu ekspresjonistycznego w architekturze. Wraz z Walterem Gropiusem był członkiem założycielem Sowietu Sztuki (Arbeitsrat für Kunst), który działał w latach 1919–1921. W 1932 pracował krótko w ZSRR, po czym wrócił do Berlina. Miesiąc po przejęciu władzy przez nazistów w 1933 wyemigrował – wpierw do Szwajcarii, potem do Japonii, a ostatecznie do Turcji.
Młodszym bratem Brunona Tauta był Max Taut, również znany architekt.

## Główne dzieła
- pawilon wystawowy „Träger-Verkaufs-Kontor Berlin GmbH” w Berlinie, 1910
- dom przy Kottbusser Damm 90 w Berlinie, 1910
- osiedle Falkenberg w Berlinie, 1913–1915
- szklany pawilon na wystawie Werkbundu w Kolonii, 1914
- projekt korony miasta, 1917
- projekty architektury alpejskiej, 1917–1918
- hala im. Hermanna Gieselera w Magdeburgu, 1921–1922
- projekt konkursowy na budynek redakcji Chicago Tribune Tower, 1922
- osiedle Britz w Berlinie (tzw. Hufeisensiedlung-Osiedle Podkowa), 1925–1927
- dom własny w Berlinie-Marzahn, 1926
- osiedle Onkels Tom Hütte (Chata wuja Toma) w Berlinie-Zehlendorfie, 1926–1932
- dom własny w Dahlewitz koło Berlin, 1926–1927
- dom na wystawie na Weißenhofie w Stuttgarcie, 1927
- domy przy Grellstraße w Berlinie-Prenzlauer Bergu, 1927–1928
- osiedle im. Carla Legiena w Berlinie-Prenzlauer Bergu, 1929
- gimnasium w Senftenbergu, 1930–1931
- szkoła zawodowa w Senftenbergu, 1931–1932
- willa Hyuga w Atami (Japonia), 1935
- wydział literatury Uniwersytetu w Ankarze, 1937–1940

## Terytorium obecnej Polski
W Katowicach znajdują się dwa zespoły budynków zaprojektowanych przez Brunona Tauta na zlecenie Hohenlohe Werke:
- kamienice, przy ulicach Barbary, Głowackiego i Skalnej (Kolonia miejska kopalni „Wujek”; Śródmieście), 1919–1920,
- domy szeregowe przy ulicach Przodowników i Przekopowej (Kolonia robotnicza kopalni „Wujek”; Załęska Hałda), 1918–1920, projekt z 1915[2].